# 赫尔曼·布施县
赫爾曼·布施县（西班牙語：Provincia Germán Busch），是玻利維亞的县份，位於該國東部，屬於聖克魯斯省的一部分，县府設於蘇亞雷斯港，面積24,903平方公里，2001年人口33,006，人口密度每平方公里1.3人。
19°00′S 58°10′W / 19.000°S 58.167°W